# Kapuzinerkloster Rüthen

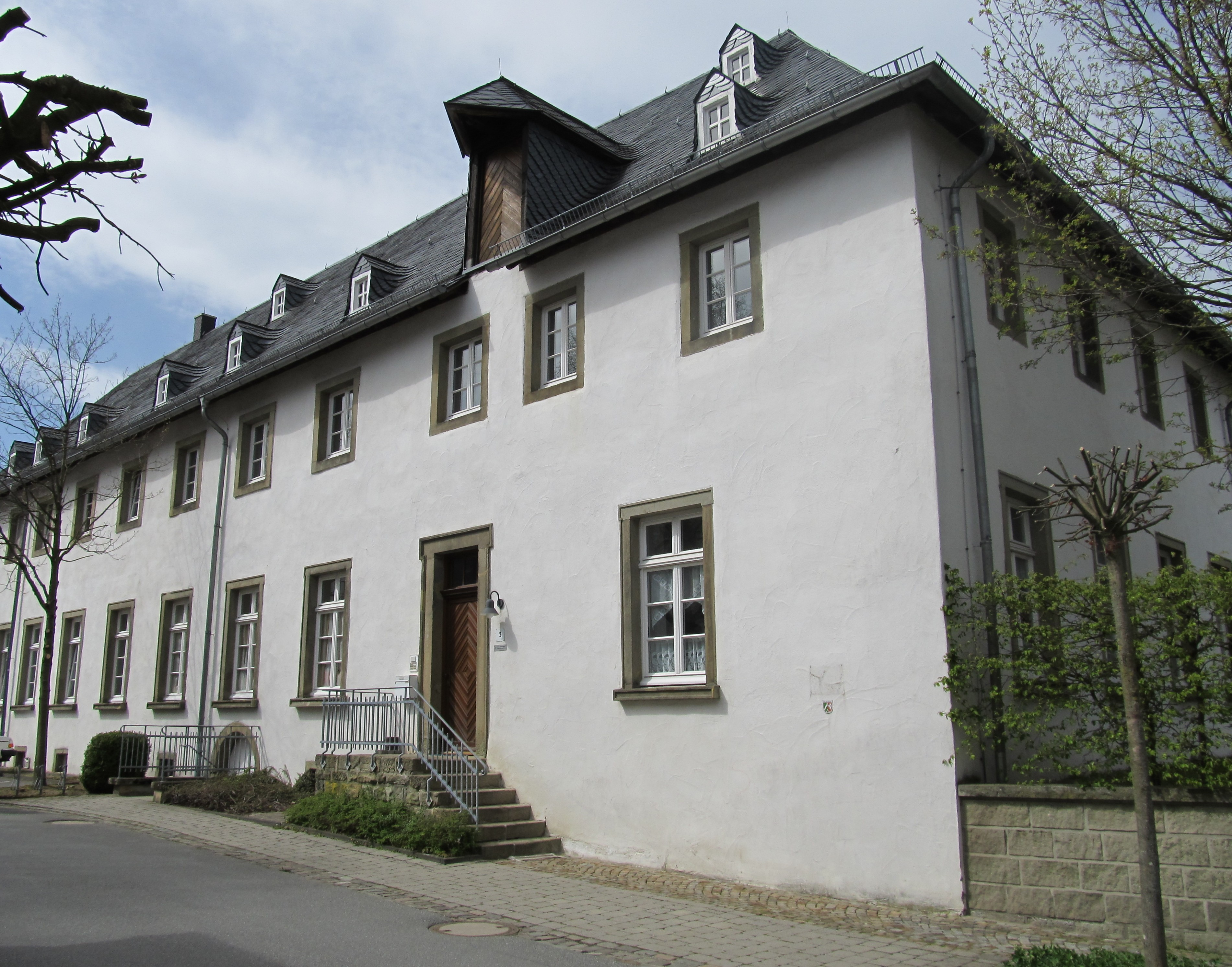
Ehemaliges Kapuzinerkloster

Das Kapuzinerkloster Rüthen entstand 1654 und bestand bis zur Aufhebung im Jahr 1804 im Zuge der Säkularisation im Herzogtum Westfalen.

## Geschichte
Im Jahr 1651 bekamen die Kapuziner die Erlaubnis, sich in Rüthen niederzulassen. Im Jahr 1654 erfolgte die Gründung als Kloster St. Catharina und St. Elisabeth.
Die barocke Klosterkirche aus Rüthener Sandstein wurde um 1683 von Ambrosius von Oelde erbaut. Der Haupteingang lag im Osten. Sie hatte 26 Kleine und 7 Große Sitzbänke und 6 Beichtstühle. Wahrscheinlich ähnelte der Bau den üblichen Kapuzinerkirchen als einschiffige Saalkirche mit eingezogenem Chor  und Sakristei. In der Sakristei befand sich ein Nebenaltar mit Inschrift und ein Beichtstuhl. Die Kirche war Grablege für ca. 35 Patres und 20 Laienbrüder sowie 2 Diener und ein Pförtner. Das Kloster selbst war dreiflügelig und um einen Kreuzgang angelegt.
Finanziert wurde der Bau maßgeblich von Johann Adolf von Fürstenberg. Die Gemeinschaft verfügte über eine nennenswerte Klosterbibliothek, wenngleich genaue Angaben nicht vorhanden sind.
Nach der Aufhebung des Klosters 1804 siedelten bis 1808 noch Minoriten aus Brilon im Kloster. Die Kirche wurde um 1834 abgebrochen. Nur das Portal blieb erhalten und dient heute als Eingang zum städtischen Friedhof. Der übrige Klosterkomplex wurde unter anderem als Amtsgericht genutzt.

## Bildergalerie

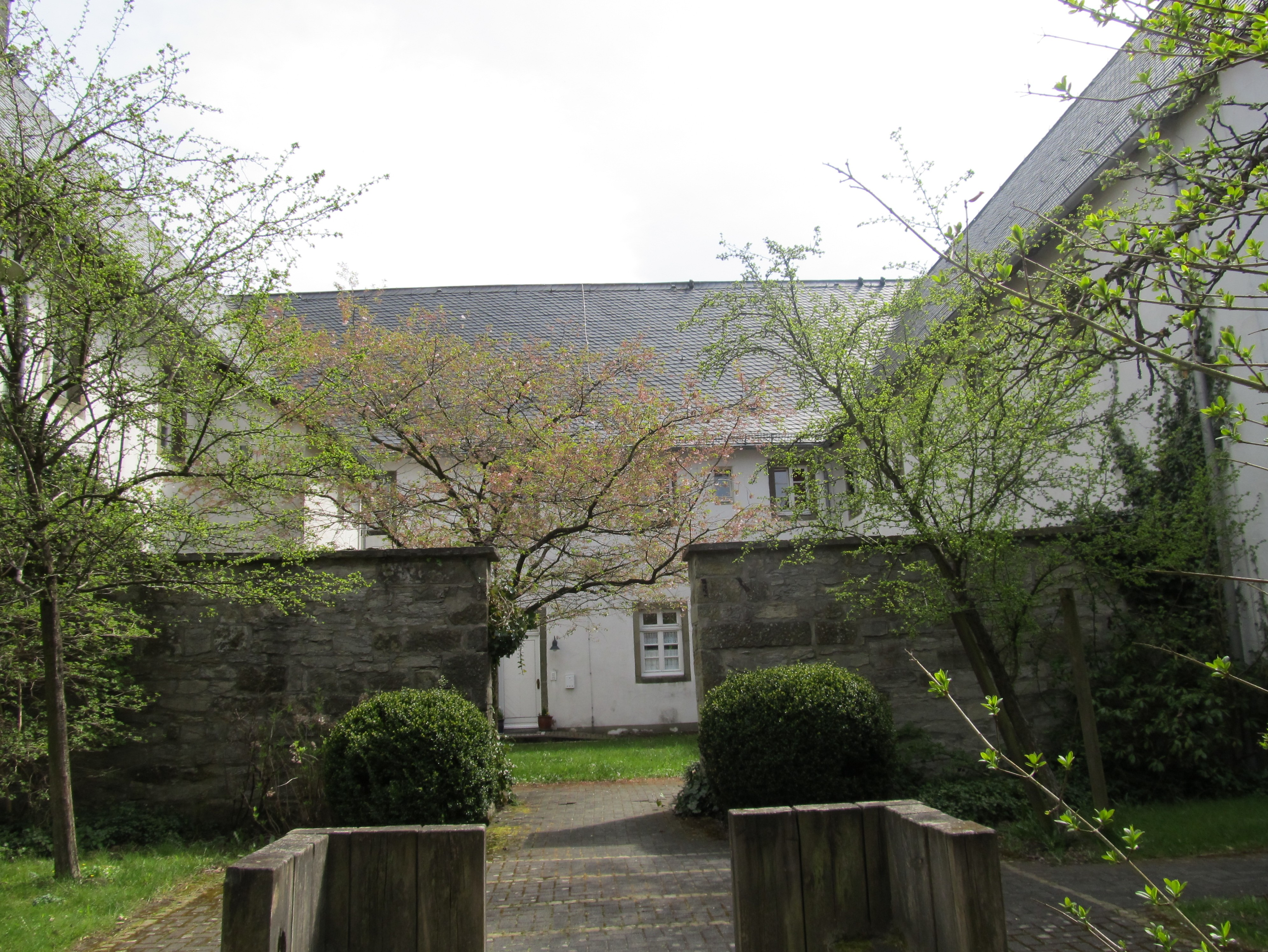
Hof
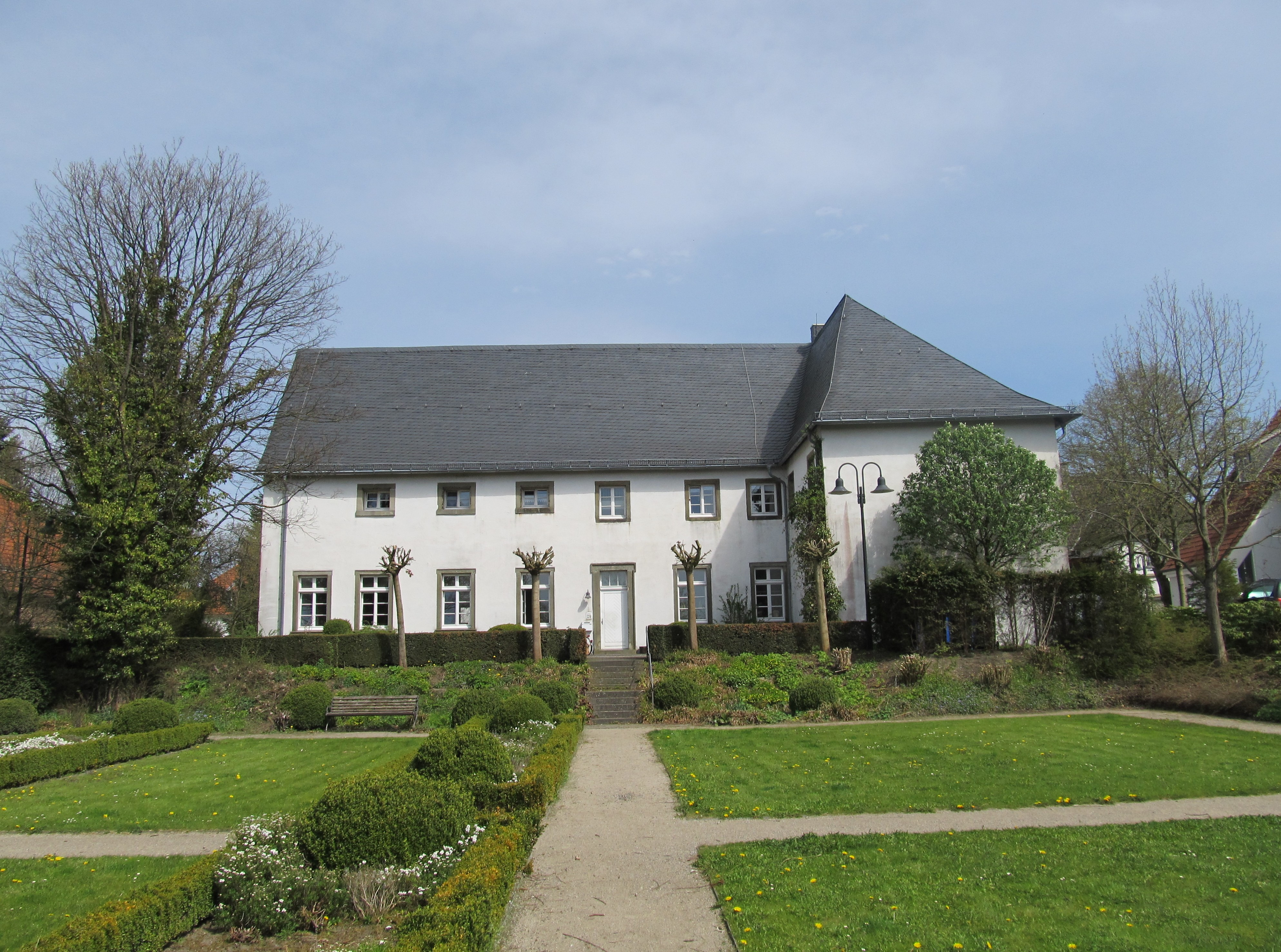
Gartenansicht
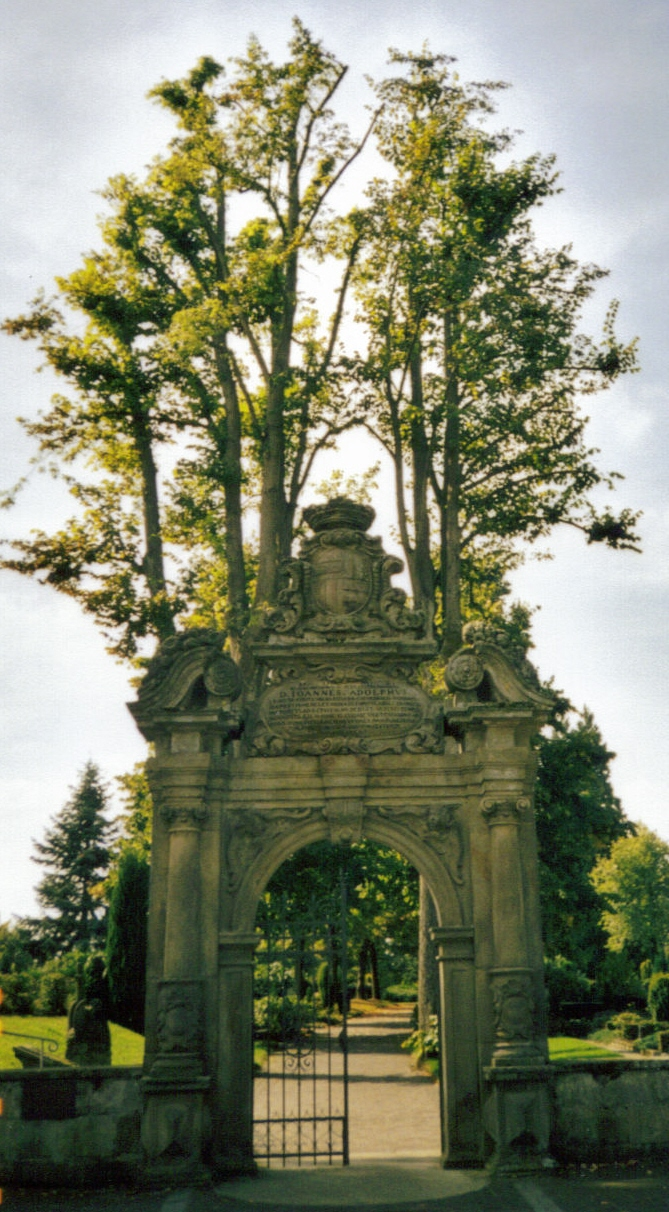
Ehemaliges Portal der Klosterkirche